# Ježek východní
Ježek východní (Erinaceus roumanicus) je jeden ze dvou druhů ježků žijících na území ČR; druhým je ježek západní (Erinaceus europaeus).

## Popis
Hlava ježka východního je celkově světlá, u mladých jedinců naopak velmi tmavá. Břicho je tmavohnědé s bílou skvrnou na hrdle a na prsou, u starých jedinců až bělavé. Bodliny má nepravidelně pruhované či jednobarevné, směřující do stran (rozcuchané), délka 17–22 mm, počet bodlin asi 6000–7000.
Období rozmnožování je duben–září, období zimního spánku říjen/listopad–březen.
Váha asi 900 g, délka 19–22 cm.

## Areál rozšíření
Ježek východní žije ve střední a východní Evropě a na Balkánském poloostrově, západní hranici výskytu tvoří Polsko, Česká republika a Rakousko. Vyskytuje se na téměř celém území Česka mimo větší části západních Čech.

## Stanoviště
Ježek východní pochází ze stepí, které kdysi pokrývaly jihovýchod a východ Evropy, a tak si víc než ježek západní libuje na suchých a teplých místech, hlavně v nížinách, jako jsou lomy a rokliny, křovinaté meze a stráně, sady a zahrady.

## Záchrana ježků
Obecně platí, že pokud je ježek coby noční živočich aktivní ve dne, není nikdy v pořádku. Pokud je to mládě, pravděpodobně přišlo o matku a hnízdo opustilo, protože trpí žízní a hladem. Tito malí ježci jsou tak zejména v horkých letních dnech ohroženi na životě. Potřebují vodu a kočičí granule a poté odvoz do záchranné stanice. Pokud je za dne venku dospělý ježek, je zřejmě zraněný nebo nemocný.
Hmotnost dospělého zdravého ježka by měla být nad 800 g. K úspěšnému přezimování potřebuje hmotnost minimálně 600–700 g. Pokud koncem října ježek váží méně než 400 g nebo v listopadu méně než 600 g, potřebuje lidskou pomoc. Stejně tak, je-li zraněný, nemocný (pohybuje se obtížně, je malátný, při dotyku rukou nenaježí bodliny, nestočí se do klubíčka), je nalezen během zimy nebo je silně napaden parazity (klíšťata, blechy, muší vajíčka).